# Cornești
Cornești – miasto w zachodniej Mołdawii, w rejonie Ungheni. W 2014 roku liczyło 2470 mieszkańców.